# Astillé

Astillé este o comună în departamentul Mayenne, Franța. În 2009 avea o populație de 759 de locuitori.